# 歐洲野貓
歐洲野貓（學名：Felis silvestris）是一種小型貓科動物，可見於西歐、中歐、東歐、蘇格蘭和土耳其；在斯堪地那維亞、冰島、英格蘭、威爾斯以及愛爾蘭則已滅絕。
歐洲野貓的体型上比非洲野猫和家貓大很多，它的重量与家猫类似，雄性的平均重量为5（11磅），雌性为3.5（7.7磅），体重季节性波动很大，最高可达2.5千克。欧洲野猫毛发厚重，体型和非锥形尾巴是其显著特点，通常不会被误认为是家猫。研究表明，误认率达39％。欧洲野猫主要为夜行性，在白天没有人类干扰时也活动。

## 圖片

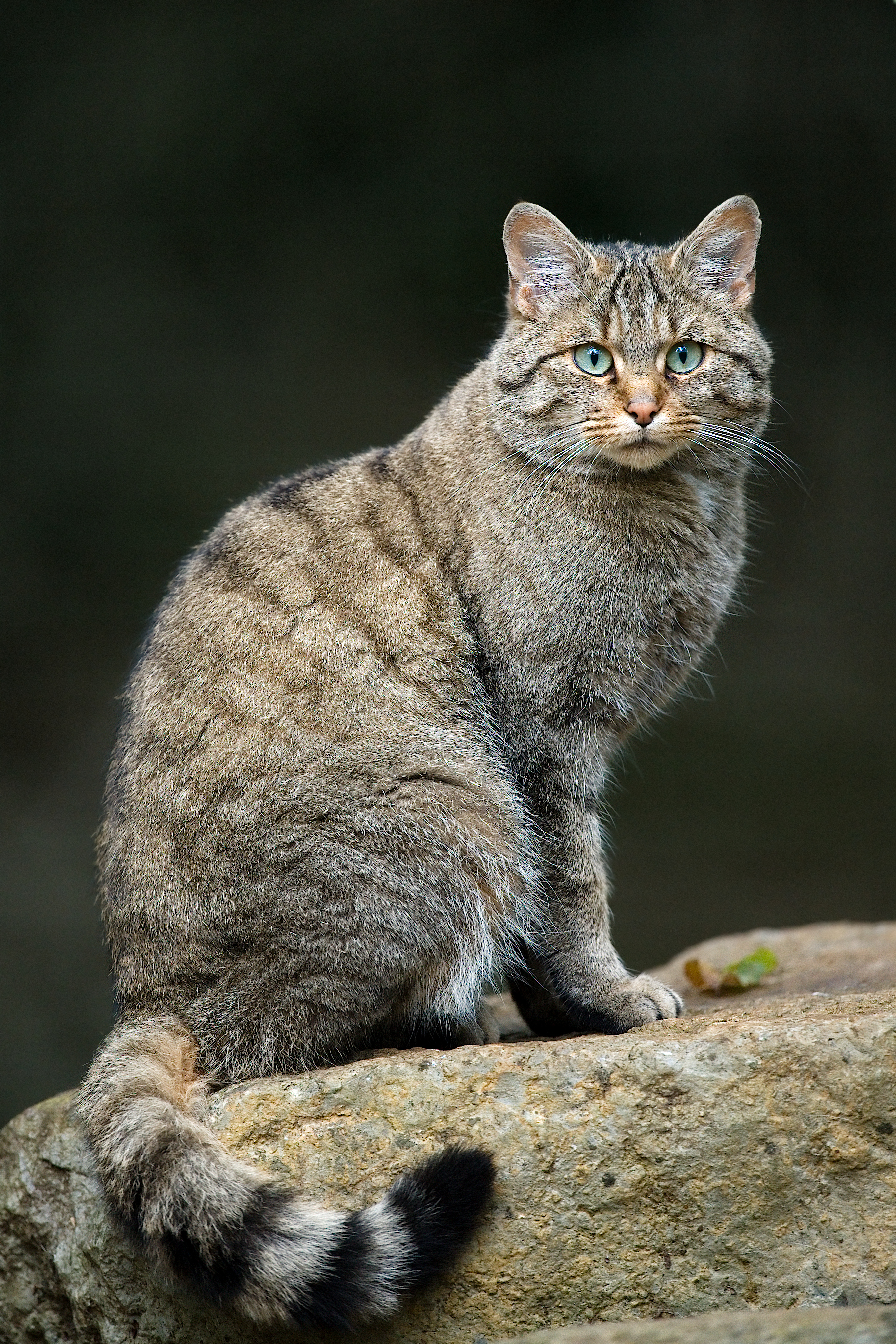
歐洲野貓
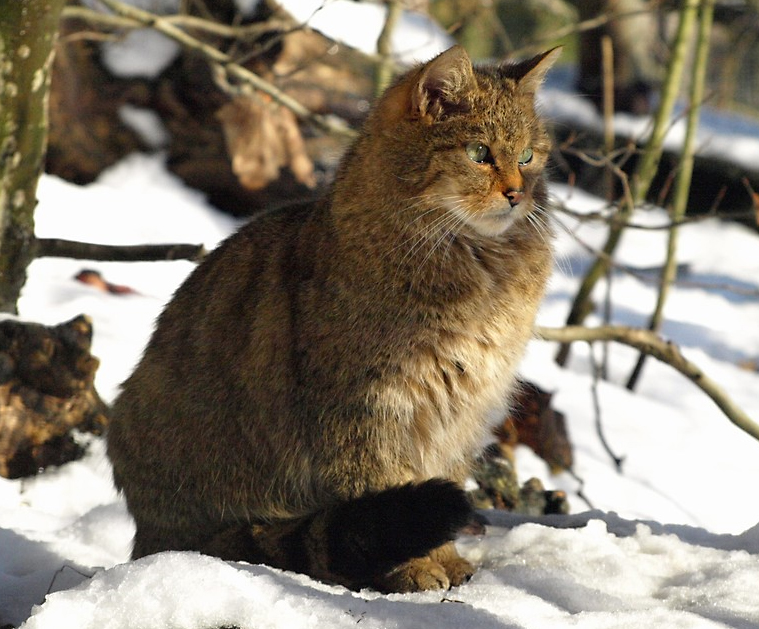
生活在捷克共和國杰钦一間動物園內的歐洲野貓

## 外部鏈結
- Wildcat Haven （页面存档备份，存于）
- Species portrait European wildcat; IUCN/SSC Cat Specialist Group （页面存档备份，存于）
- Save the Scottish Wildcat（页面存档备份，存于）, general information and education website for Scottish wildcats.
- Electric Scotland: Scottish Wildcats （页面存档备份，存于）
- Kreiszeitung: Wildkatzen rücken nach Norden vor (Wildcats Reach The North) （页面存档备份，存于）